# Gonzalo Aguirre Ramírez
Gonzalo Aguirre Ramírez   (Montevideo, 25 de gener de 1940 - 27 d'abril de 2021) fou un polític uruguaià, que va ser vicepresident del seu país, amb la presidència de Luis Alberto Lacalle, entre 1990 i 1995. Era membre del Partit Nacional.
Graduat d'advocat a la Universitat de la República, amb particular formació en Dret constitucional. Durant la dictadura militar es va exercir com a "Secretari del Triumvirat", que va exercir la direcció del Partit Nacional en aquell període de prohibició de l'activitat política.
El 1983, junt amb el polític del Partit Colorado, Enrique Tarigo Vázquez, van redactar l'article Por un Uruguay sin exclusiones, per al multitudinari acte que es va celebrar al costat de l'Obelisc en senyal d'oposició a la dictadura militar.
El 1994 es va postular a la presidència pel seu partit però no va resultar elegit. Aquell mateix any va donar suport al candidat Juan Andrés Ramírez, que va ocupar la banca de senador després de la victòria de Julio María Sanguinetti Coirolo.
El 2008 va donar suport a la precandidatura presidencial de Luis Alberto Lacalle per a les eleccions de 2009.